# Dražkovce
Dražkovce es un municipio del distrito de Martin en la región de Žilina, Eslovaquia, con una población estimada a final del año 2024 de 1063 habitantes.
Se encuentra ubicado al oeste de la región, cerca del curso alto del río Váh (cuenca hidrográfica del Danubio) y del parque nacional de Veľká Fatra.

## Demografía
| Año        | 1994 | 2004     | 2014     | 2024     |
| ---------- | ---- | -------- | -------- | -------- |
| Población  | 498  | 571      | 936      | 1063     |
| Diferencia |      | +14,65 % | +63,92 % | +13,56 % |

| Año        | 2023 | 2024    |
| ---------- | ---- | ------- |
| Población  | 1068 | 1063    |
| Diferencia |      | −0,46 % |